# Treno regionale veloce

Simbolo del Treno regionale veloce

Il treno regionale veloce (indicato sui quadri orari come RV o RGV) è una categoria di servizio dei treni italiani in vigore dal 2010. 

## Descrizione
Sono treni gestiti dalle amministrazioni ferroviarie delle regioni interessate, pertanto sono inquadrati nell'ambito del trasporto pubblico locale, sono accessibili con la tariffa regionale (la stessa dei treni regionali) e sono soggetti alle medesime normative (relative al cambio biglietto, rimborso, ecc.).

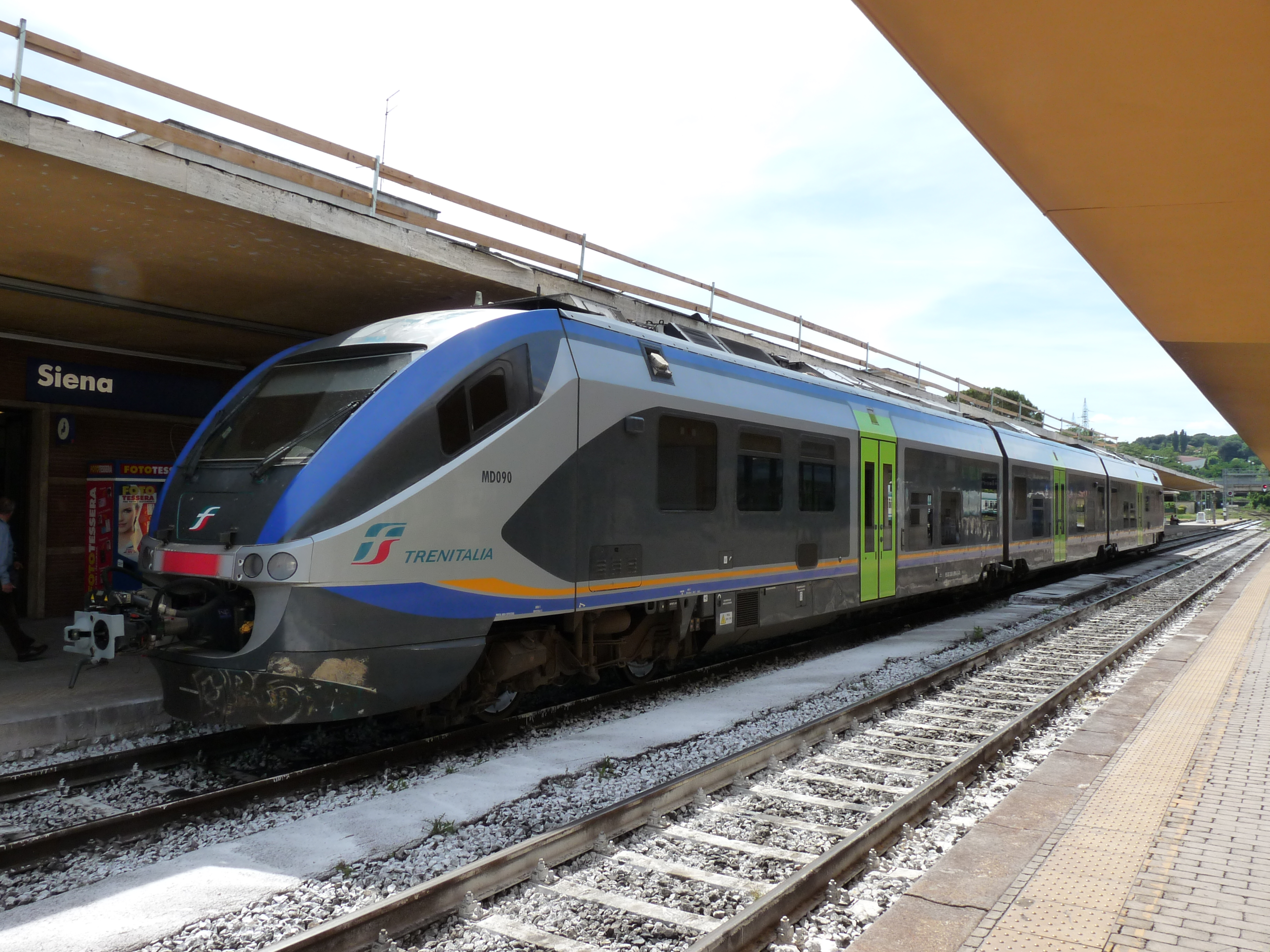
Un Minuetto diesel, esempio di treno regionale veloce italiano.

La categoria di treno regionale veloce è stata introdotta ufficialmente il 12 dicembre 2010 e, in genere, viene assegnata a quei treni che fino al 2006 avevano la categoria di treni interregionali e/o treni diretti, che erano stati assorbiti nella categoria di treno regionale nel periodo 2006-2010.
Si tratta di servizi che si svolgono tra due o tre regioni, risultando, come già detto, pressoché identici agli ex treni interregionali e diretti, oppure, meno frequentemente, con percorso all'interno di una sola regione. Lungo le tratte dove si effettuano sia servizi regionali sia servizi regionali veloci, questi ultimi si differenziano dai primi per il minore numero di fermate effettuate e, in genere, per il minor tempo di percorrenza tra due stesse località.
Anche al Leonardo Express, il collegamento ferroviario aeroportuale tra Roma Termini e Fiumicino Aeroporto accessibile a tariffa speciale, è assegnata la categoria di servizio di treno regionale veloce.
In Lombardia, dove la gestione del servizio ferroviario regionale è affidata a Trenord, i treni regionali veloci con numero di fermate ridotto sono classificati RegioExpress (segnalati come RE).
Sulle linee delle Ferrovienord, sulla cui rete la gestione del trasporto è sempre affidata a Trenord, i treni RE effettuano le fermate di Milano Bovisa Politecnico e Saronno e, nella parte restante, servono solo alcune stazioni viaggiando su una tratta servita anche da altri treni regionali che invece effettuano tutte le fermate.
A partire dal cambio del 9 giugno 2024 anche Ferrovie del Sud Est sperimenta la classificazione Regionale Veloce nei tabelloni orari con alcune corse Gallipoli Line sulla linea Lecce-Gallipoli, contestualmente per questi treni classificati come Regionale Veloce sono state ridotte le fermate riducendo di circa 20 minuti il tempo del percorso.

## Materiale rotabile

### Locomotive
- Locomotiva FS E.464

### Elettrotreni ed elettromotrici

#### Elettrici
- ALe 501/502 Minuetto
- ETR 324/425/526 Jazz
- ETR 103/104 Pop
- ETR 421/521/621 Rock
- ETR 524 (TiLo)
- Treno ad Alta Frequentazione (TAF)

#### Diesel
- ALn 501/502 Minuetto
- ATR 220 Swing[3]

#### Bimodali/Ibridi
- BTR 813

### Carrozze ferroviarie
- Vivalto
- MDVC
- MDVE